# Dawn Richard
Dawn Angeliqué Richard, známá také jako D∆WN, (* 5. srpna 1983 New Orleans) je americká zpěvačka. Počínaje rokem 2005 působí v dívčí skupině Danity Kane. Spolu se zpěvačkou Kalennou Harper také tvořila duo Dirty Money, které nahrálo ve spolupráci se zpěvákem Seanem Combsem album Last Train to Paris (2010). Své první sólové album s názvem Been a While vydala roku 2005. Roku 2017 zpívala v písni „Cool Your Heart“ z alba Dirty Projectors stejnojmenné kapely (rovněž vystupovala ve videoklipu k písni). Je vegankou.

## Sólová diskografie
- Been a While (2005)
- Goldenheart (2013)
- Blackheart (2015)
- Redemptionheart (2016)
- New Breed (2019)
- Second Line: An Electro Revival (2021)